# Fenton, Staffordshire

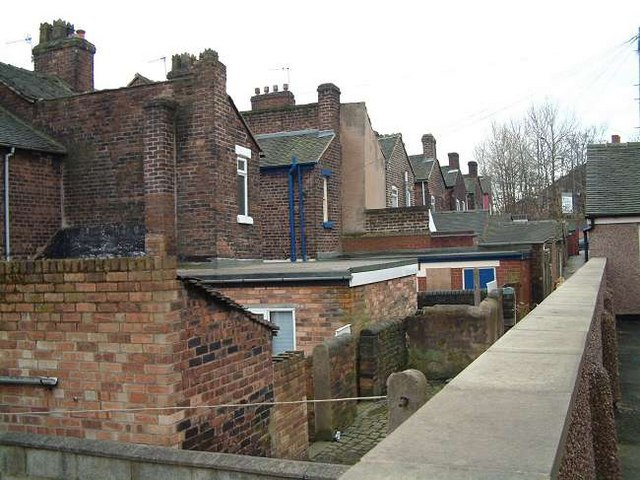
Husrader i norra Fenton, invid Hanley.

Fenton är en av de sex städer som år 1925 förenades för att forma staden Stoke-on-Trent, i distriktet Stoke-on-Trent, i grevskapet Staffordshire i England. Den är belägen sydöst om staden. Arnold Bennett kallade sin fiktionaliserade version av Stoke-on-Trent för de "fem städerna" och Fenton har därför blivit kallad staden som Arnold Bennett glömde.
I Fenton finns idag en stor sikhisk moské, Ramgarhia Sikh Temple. Den är belägen på Whieldon Road. Omkring 3,2 procent (eller cirka 9000 personer) av Stoke-on-Trents hela befolkning identifierar sig själva som muslimer.
Fenton var en civil parish 1894–1922 när blev den en del av Stoke on Trent. Civil parish hade 26 714 invånare år 1921. Staden nämndes i Domedagsboken (Domesday Book) år 1086, och kallades då Fentone.